# Meromyza nipponensis
Meromyza nipponensis är en tvåvingeart som beskrevs av Nishijima 1955. Meromyza nipponensis ingår i släktet Meromyza och familjen fritflugor. Inga underarter finns listade i Catalogue of Life.